# Mythologies (série télévisée)
Pour les articles homonymes, voir Mythologies.

Mythologies est une série télévisée de vingt documentaires consacrés à la mythologie grecque, diffusés quotidiennement puis hebdomadairement sur La Cinquième, entre fin 2001 et début 2002.
Les dix premiers épisodes ont été diffusés les jours de semaine à 10 h 35 pendant les vacances d'hiver (du 24 décembre 2001 au 4 janvier 2002), et les dix suivants ont été diffusés le dimanche à 8 h 30 (du 6 janvier au 10 mars 2002).
Chaque épisode, d'une durée de 13 minutes, est constitué d'un travelling en plan-séquence sur différentes œuvres d'art illustrant le sujet abordé, avec un commentaire écrit et dit en voix off par François Busnel, inspiré par Jean-Pierre Vernant. La série est réalisée par Philippe Truffault, et coproduite par La Cinquième et MK2TV.

## Épisodes
| no | Date             | Épisode                |
| -- | ---------------- | ---------------------- |
| 1  | 24 décembre 2001 | Chaos                  |
| 2  | 25 décembre 2001 | Zeus contre les Titans |
| 3  | 26 décembre 2001 | Les amours de Zeus     |
| 4  | 27 décembre 2001 | Prométhée              |
| 5  | 28 décembre 2001 | Déméter                |
| 6  | 31 décembre 2001 | Apollon                |
| 7  | 1er janvier 2002 | Dionysos               |
| 8  | 2 janvier 2002   | Aphrodite              |
| 9  | 3 janvier 2002   | Éros et Psyché         |
| 10 | 4 janvier 2002   | Athéna                 |
| 11 | 6 janvier 2002   | Hermès                 |
| 12 | 13 janvier 2002  | Persée                 |
| 13 | 20 janvier 2002  | Bellérophon            |
| 14 | 27 janvier 2002  | Héraclès               |
| 15 | 3 février 2002   | Jason                  |
| 16 | 10 février 2002  | Orphée                 |
| 17 | 17 février 2002  | Icare                  |
| 18 | 24 février 2002  | Thésée                 |
| 19 | 3 mars 2002      | Œdipe                  |
| 20 | 10 mars 2002     | Antigone               |

## Vidéographie
- Mythologies, vol. 1 Chaos, Zeus contre les Titans, Les amours de Zeus, Prométhée, vol. 2 Déméter, Apollon, Dionysos, Aphrodite, vol. 3 Éros et Psyché, Athéna, Persée, Bellérophon, vol. 4 Icare, Orphée, Jason, Héraclès et vol. 5 Thésée, Œdipe, Antigone, Hermès, 2001, VHS (52 min = 4 × 13 min)
- Mythologies, vol. Athéna, Dionysos, Apollon, Hermès, Zeus contre les Titans et Œdipe, Antigone, Orphée, Prométhée, Icare, SCÉRÉN-CNDP, coll. « Côté télé », 2004, VHS (1 h 05 = 5 × 13 min) + brochure (16 p.),  (EAN 3456000433947 et 3456000433954)